# Бояков овраг
Бояко́в овра́г (Буяков овраг) — ручей в Южном административном округе Москвы, правый приток реки Городни. Своё название получил от фамилии Буяков.
Длина ручья составляет 1,8 км, площадь водосборного бассейна — 1,5 км². Исток реки расположен на холме в 350 метрах на западе от пересечения Касимовской и Элеваторной улиц. Водоток проходит в подземном коллекторе под Павелецкой железной дорогой, протекает вдоль неё до моста у Бакинской и Липецкой улиц, где впадает в Городню.